# Laguna Blanca (comuna)
Laguna Blanca es una comuna de la zona austral de Chile, ubicada en la provincia de Magallanes, Región de Magallanes y de la Antártica Chilena. Su municipalidad tiene asiento en el poblado de Villa Tehuelches, en la ruta entre Punta Arenas y Puerto Natales. Con una población escasa, según el censo de 2017 de 274 habitantes (191 hombres y 83 mujeres), es la comuna menos poblada de Chile continental, y la que más ha decrecido porcentualmente en habitantes en los últimos 15 años.
La comuna limita al norte con la República Argentina (Provincia de Santa Cruz), por el paralelo 52°S. Al oeste con la Provincia de Última Esperanza (Comuna de Natales). Al este con la Comuna de San Gregorio. Al suroeste con la Comuna de Río Verde. Y al sur con la comuna de Punta Arenas.

## Historia
La comuna fue creada el 30 de diciembre de 1927 con el nombre de Morro Chico, cambiando de nombre con la reformulación comunal que modificó los límites intercomunales con el DL N.º 2868 del 26 de octubre de 1979.
En marco de la reforma agraria producida en Chile en la década de 1960 y la puesta en marcha del denominado "Proyecto Patagonia" y pensando en la conveniencia de aumentar la población de los campos Magallánicos, se dispuso por la intendencia de la provincia la fundación de un poblado junto con la creación de la Cooperativa Cacique Mulato, en un paraje inmediato a la carretera nacional N° 9, más o menos equidistante de los cascos de los grandes predios expropiados, al cual se le impuso el nombre de Villa Tehuelches, en homenaje a los indígenas que habían sido los primeros habitantes del territorio.
Con esto las expectativas del gobierno de la época estaban de hacer el nuevo poblado un centro de vida y servicio comunitario (escuela, posta sanitaria, policía y otros) para la comunidad campesina directamente involucrada en el proyecto y la reforma que atendiera las necesidades de la población rural y gente de paso. El acto oficial de fundación de Villa Tehuelches se llevó a efecto el 7 de julio de 1967 ante la presencia del presidente Eduardo Frei Montalva, quien de esta forma se transformaría en el primer mandatario que visita esta localidad y por ende la actual comuna de Laguna Blanca. El 15 de octubre de 1980 en el marco del proceso de regionalización del País se crea la comuna de Laguna Blanca, designando como capital comunal la localidad de Villa Tehuelches, en donde igualmente se asienta la sede de la Ilustre Municipalidad de Laguna Blanca.
La comuna de Laguna Blanca se ubica en el sector centro-norte de la de región de Magallanes, en su vertiente oriental, ocupando la parte media de la región central magallánica (zona continental) o Patagonia oriental como se le conocía antiguamente. Limita al norte con la República Argentina (Provincia de Santa Cruz), por el paralelo 52° S. Al oeste con la provincia de Última Esperanza (comuna de Puerto Natales). Al este con la comuna de San Gregorio. Al suroeste con la comuna de Río Verde. Y al sur con la comuna de Punta Arenas.

### Geomorfología y componentes abióticos

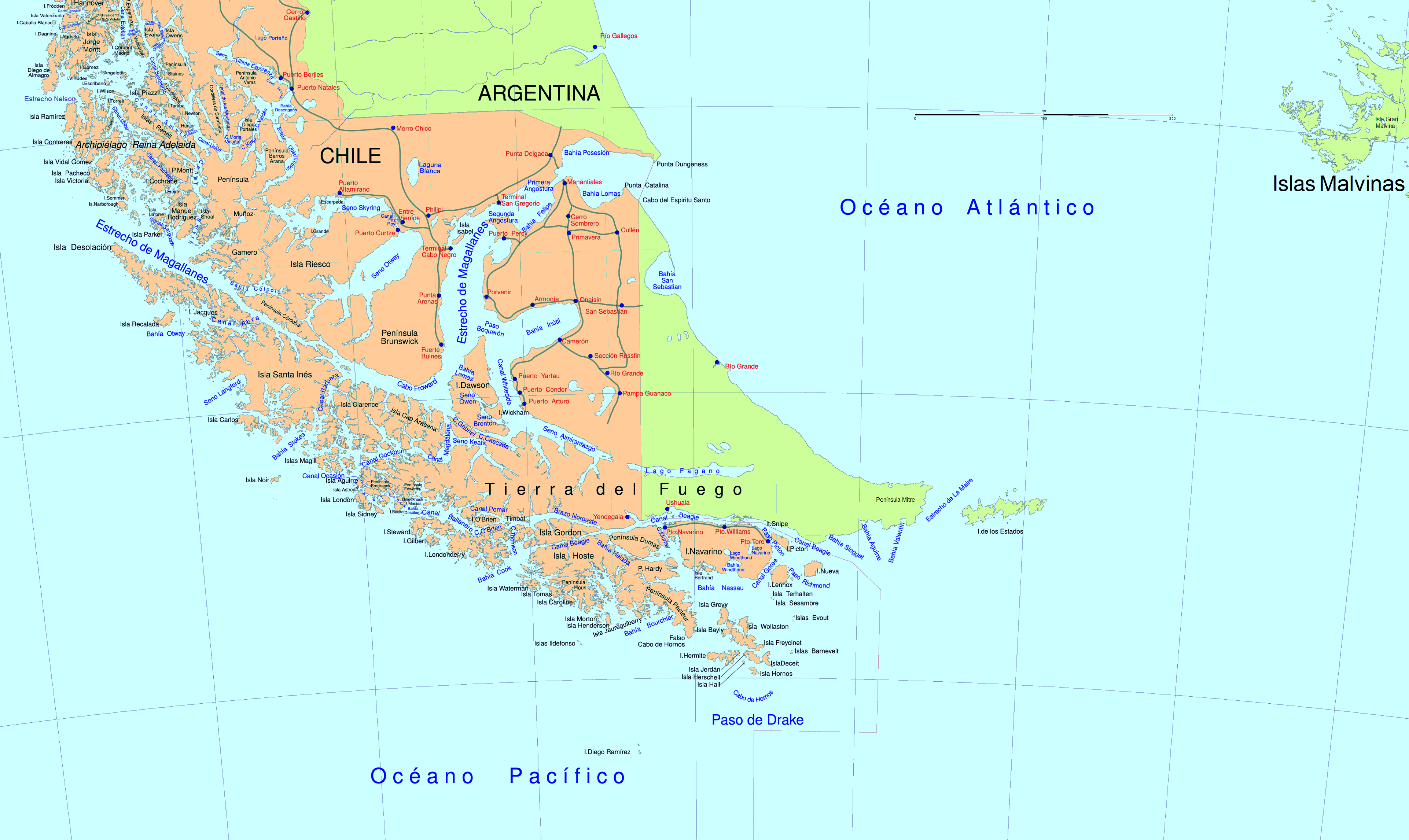
Mapa del extremo austral de Chile y Argentina.

## Medio ambiente

### Geografía
La comuna de Laguna Blanca se encuentra emplazada en la unidad geomorfológica de Pampa magallánica.

### Climatología
Presenta según la clasificación climática de Köppen clima de tundra (ET), clima mediterráneo frío de lluvia invernal (Csc) y clima semiárido (BSk).
La comuna es un territorio de precipitaciones más bien bajas que van desde los 400 mm en el oeste, hasta los 200 mm en el noreste. Las temperaturas corresponden a un clima de tipo continental, superando las máximas los 25 °C en verano y alcanzando las mínimas a –20 °C o menos en el invierno (zonas de Morro Chico y El Zurdo). Las precipitaciones son parejas durante todo el año, cayendo nieve entre los meses de mayo y agosto, siendo el mes más frío julio y el más cálido enero.
Durante todo el año hay presencia de viento, el cual sopla de oeste a este, aunque de mayor intensidad en los meses de primavera y verano, el cual hace que la sensación térmica sea inferior a la temperatura real. El oeste de la comuna, es relativamente lluvioso, lo que contribuye a que exista una abundante vegetación compuesta por bosques de lenga. En cambio el este de la comuna es un área más seca, de lomajes bajos con un predominio de matorrales de romerillo y pastizales de vegas y coironales.

### Hidrología
La comuna se halla entre las cuencas hidrográficas de Costeras e Islas entre el río Hollemberg y el Golfo Almirante Laguna Blanca, Costeras entre Laguna Blanca, Seno Otway, canal Jerónimo y Magallanes y Vertiente del Atlántico. Además, la comuna posee diversos cuerpos de agua, entre los que se destacan la laguna Blanca, laguna Islote y laguna Palomares, laguna Cabeza De Mar, laguna Del Toro y laguna Entre Vientos; y río del Medio, río el Zurdo, río Pendiente, río Vegas Malas y río Verde.

### Componentes bióticos
Dentro del territorio de la comuna se pueden hallar los siguientes ecosistemas:
- Bosque caducifolio templado-antiboreal andino donde predominan Nothofagus pumilo y Maytenus disticha (Preocupación menor)
- Estepa mediterránea oriental donde predomina Festuca gracillima (Preocupación menor)
- Estepa templada oriental donde predominan Festuca gracillima y Mulinum spinosum (Preocupación menor)
- Estepa templada oriental donde predominan Festuca gracillima y Chiliotrichum diffusum (Preocupación menor)
- Matorral arborescente caducifolio templado-antiboreal andino donde predominan Nothofagus antarctica y Chiliotrichum diffusum (Preocupación menor)

### Medidas de protección ambiental y conflictos socioambientales
Hasta 2022, la comuna de Laguna Blanca no cuenta con áreas territoriales destinadas a la protección ambiental.

## Demografía
La población en Laguna Blanca, según el censo de 2002, es de 663 hab. Los principales poblados son Villa Tehuelches (con 151 habitantes) y Morro Chico.
Por la escasez de habitantes no alcanza a constituirse un poblado que se considere de población urbana, por tanto toda su población está catalogada de rural, a pesar de contar con comodidades muy superiores a lo que en Chile se entiende por agrupación rural (por ejemplo, señal de internet, televisión satelital, calefacción central).

## Administración

### Municipalidad
La Ilustre Municipalidad de Laguna Blanca es dirigida por el alcalde Fernando Ojeda González (PS), quien es asesorado por los concejales:
Chile Vamos
- María Isabel Vásquez Barrientos (UDI)
- Sergio Santelices Solo de Zaldivar (UDI)
- Isabel Águila Ñancul (PRI)

Nueva Mayoría
- Julia Bahamonde Barría (PPD)
- Carlos Fajardo Cauñan (IND-PPD)

## Economía
En 2018, la cantidad de empresas registradas en Laguna Blanca fue de 9. El Índice de Complejidad Económica (ECI) en el mismo año fue de -1,2, mientras que las actividades económicas con mayor índice de Ventaja Comparativa Revelada (RCA) fueron Cría de Ganado Ovino y/o Explotación Lanera (2902,26), Otros Servicios Desarrollados por Profesionales (55,49) y Servicios Ganaderos, excepto Veterinarias (37,9).
En el territorio domina la pampa magallánica, apta para la ganadería, en ella se desarrolla la crianza de ovejas.

### Cooperativa Cacique Mulato
El gobierno de Eduardo Frei Montalva entre los años 1964 y 1966 bajo el amparo de las disposiciones de la ley 15.020 inicia el plan de implementación de la Reforma agraria con el propósito de "La Tierra para el que la trabaja". Esta reforma significó una de las transformaciones más radicales en el mundo agrícola y rural en Chile, cuyo principal objetivo fue establecer una forma de explotación de la tierra socialmente más justa, eficiente y moderna.
Bajo la Reforma agraria se funda el 1 de junio de 1966 la Cooperativa Cacique Mulato ubicada en la comuna y que actualmente es una de las últimas cooperativas que se mantienen vigentes.

## Servicios públicos
Villa Tehuelches cuenta con la escuela "Diego Portales" cuya directora es Doris Montiel, quien además administra el internado para los alumnos provenientes desde distintos sectores tanto de Laguna Blanca como de otras comunas y provincias (Punta Arenas, Río Verde, Morro Chico, Puerto Natales).
También cuenta con servicio de atención de salud de emergencia a través de una posta rural de primeros auxilios.
Finalmente el orden y la seguridad de la comuna recae en el retén de carabineros de Villa Tehuelches.

## Lugares de interés

### Monumentos Nacionales

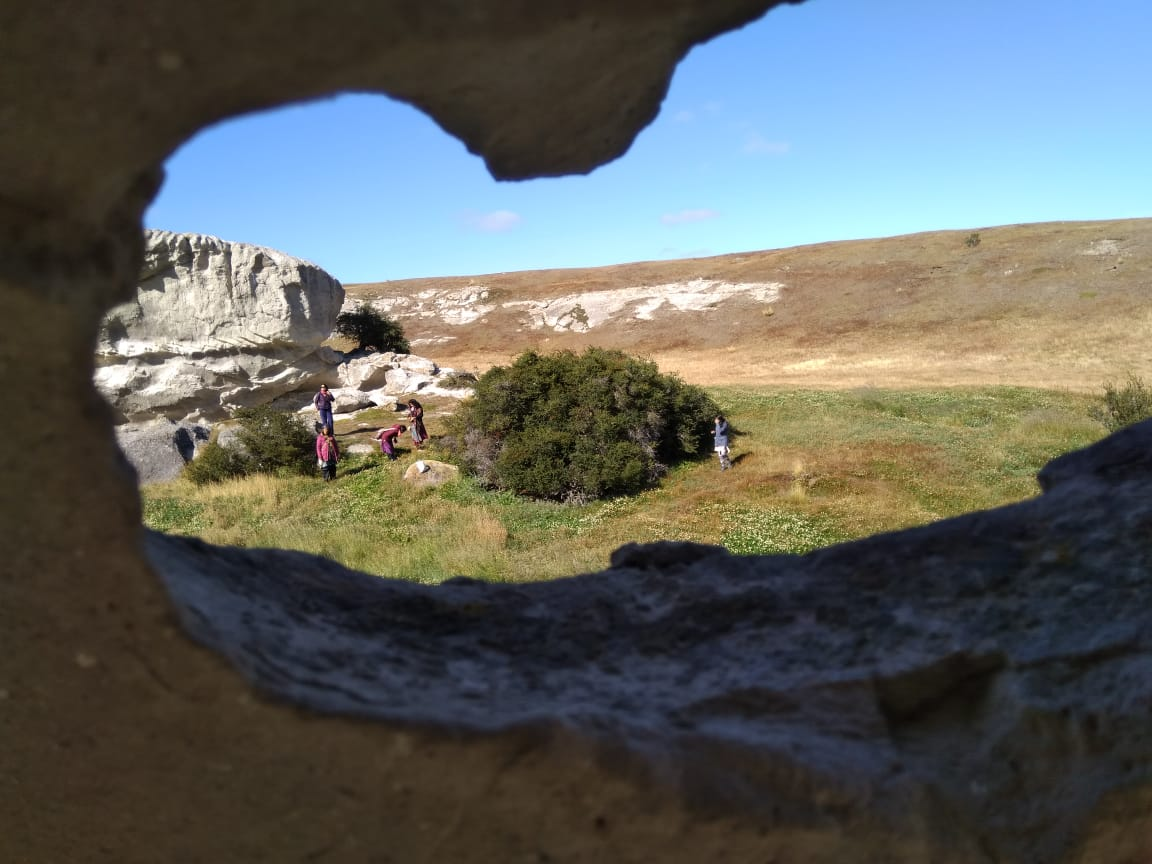
Vista desde uno de los refugios del Monumento Histórico Cueva de la Leona, 2021.

La «Cueva de la Leona» o Cañadón de la Leona es un sitio arqueológico y paleontológico ubicado dentro la comuna y que fue declarado Monumento histórico en el año 1968 incluyéndose 500 m a su alrededor. En el lugar se encuentran pinturas rupestres hechas por los habitantes nativos del lugar con figuras esquemáticas humanas y animales, con elementos geométricos en combinaciones simples, como series de paralelas y de puntos con círculos irradiados o concéntricos o con cruz interior.
La pintura negra, característica de la cueva, fue analizada durante un estudio en el que se determinó que ésta está compuesta por algún aluminosilicato mezclado a algún componente a base de carbón, que podría corresponder a las cenizas de algún elemento quemado o hueso carbonizado y luego molido, aunque se ha descartado el uso de carbón de madera o de óxidos de manganeso, reconocido frecuentemente en pinturas rupestres de otras regiones de Chile, como por ejemplo en el Norte Grande. 

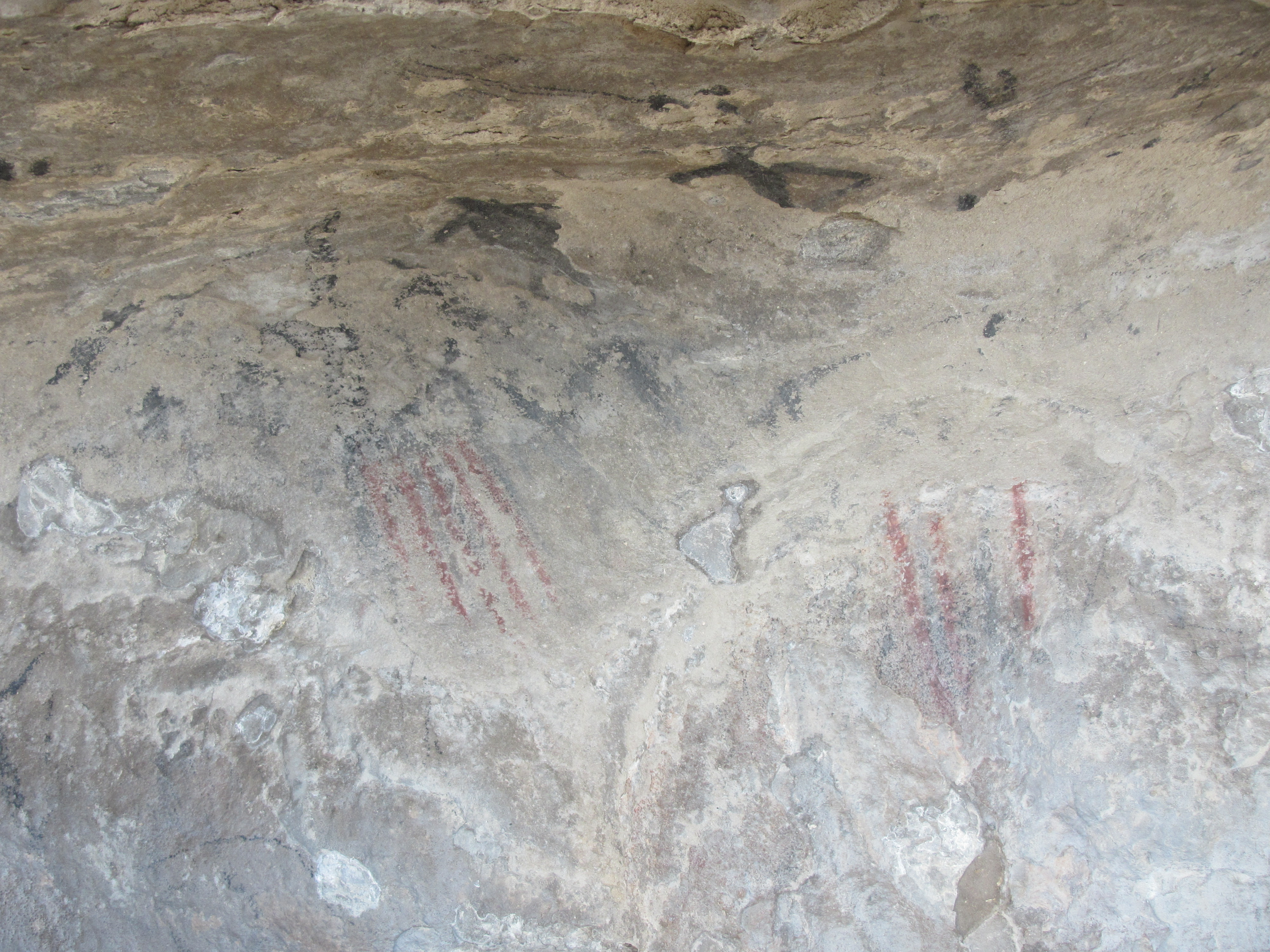
Arte rupestre en uno de los Aleros de la Cueva

En el kilómetro 150 de la ruta que une Punta Arenas con Puerto Natales se encuentra el monumento nacional Morro Chico que es parte de los cinco cuellos o relieves volcánicos existentes en la región, con una data que supera los 8 millones de años. A su vez, el morro es parte del conjunto de sitios con arte rupestre identificados por el investigador Felipe Bate Petersen en la década de 1960, junto a la cueva de La Leona, Ush Aike (u Oosin Aike), Cueva Fell y Río Chico. Desde la altura se puede ver el río Penitente y la pampa patagónica, además de flamencos y auquénidos.
Bate describe en su trabajo sobre el Morro, publicado en 1970, varias pinturas rupestres en dos paredes y un alero, que presentaban un carácter estilístico geométrico con rasgos tanto simples como complejos en color rojo, además de formas antropomorfas y zoomorfas. Una década más tarde, un grupo de investigadores encontraron restos óseos y líticos y doce lascas de obsidiana, además de un colgante de lignito, un tipo de carbón. Se sospecha que tales vestigios podrían ser prueba de actos de inhumación. Por el valor arqueológico que comporta para el estudio de antiguos asentamientos humanos, el Morro Chico fue declarado Monumento histórico en 1968. En el año 2009, se propuso un proyecto destinado a incluirlo dentro de una ruta de geositios, con el fin potenciar la exploración científica y el turismo.

### Laguna Blanca
La Laguna Blanca situada en la comuna, es una cuenca cerrada que tiene 850 km² de extensión y ocupa una depresión de 160 km² de superficie mojada de forma suboval. Esta cuenca deslinda al norte con los formativos del sur de la hoya del río Gallegos; al este, con la cuenca anterior, con los formativos la cuenca del río Chico/Ciaike y con otras pequeñas cuencas que se pierden en mallines o son tributarios independientes del Estrecho de Magallanes; por el sur, con pequeños tributarios del seno Otway y del canal Fitz Roy. Finalmente por el oeste, con formativos del sur del río Gallegos y con pequeñas cuencas la ribera norte del seno Skyring.

## Medios de comunicación

### Radioemisoras
- 101.9 - Laguna Blanca FM

### Televisión
TDT
- 7.1 - TVN HD
- 7.2 - NTV
- 7.31 - TVN One Seg
- 11.1 - Chilevisión HD
- 11.2 - UChile TV
- 11.31 - Chilevisión One Seg
- 13.1 - Canal 13 HD
- 13.2 - T13 En Vivo
- 13.31 - Canal 13 One Seg